# Leušići
Leušići (en serbe cyrillique : Леушићи) est un village de Serbie situé dans la municipalité de Gornji Milanovac, district de Moravica. Au recensement de 2011, il comptait 127 habitants.

## Géographie
Leušići est situé au pied des monts Bijela Ploča et Kremen. Dans sa partie méridionale, il est traversé par la Konjska reka, qui vient de Brezna, et, à l'ouest, par les rivières Šiban et Čemernica.

## Démographie
| 1948 | 1953 | 1961 | 1971 | 1981 | 1991 | 2002 | 2011 |
| ---- | ---- | ---- | ---- | ---- | ---- | ---- | ---- |
| 433  | 392  | 355  | 312  | 283  | 185  | 162  | 127  |

|  |